# Bordsunderlägg

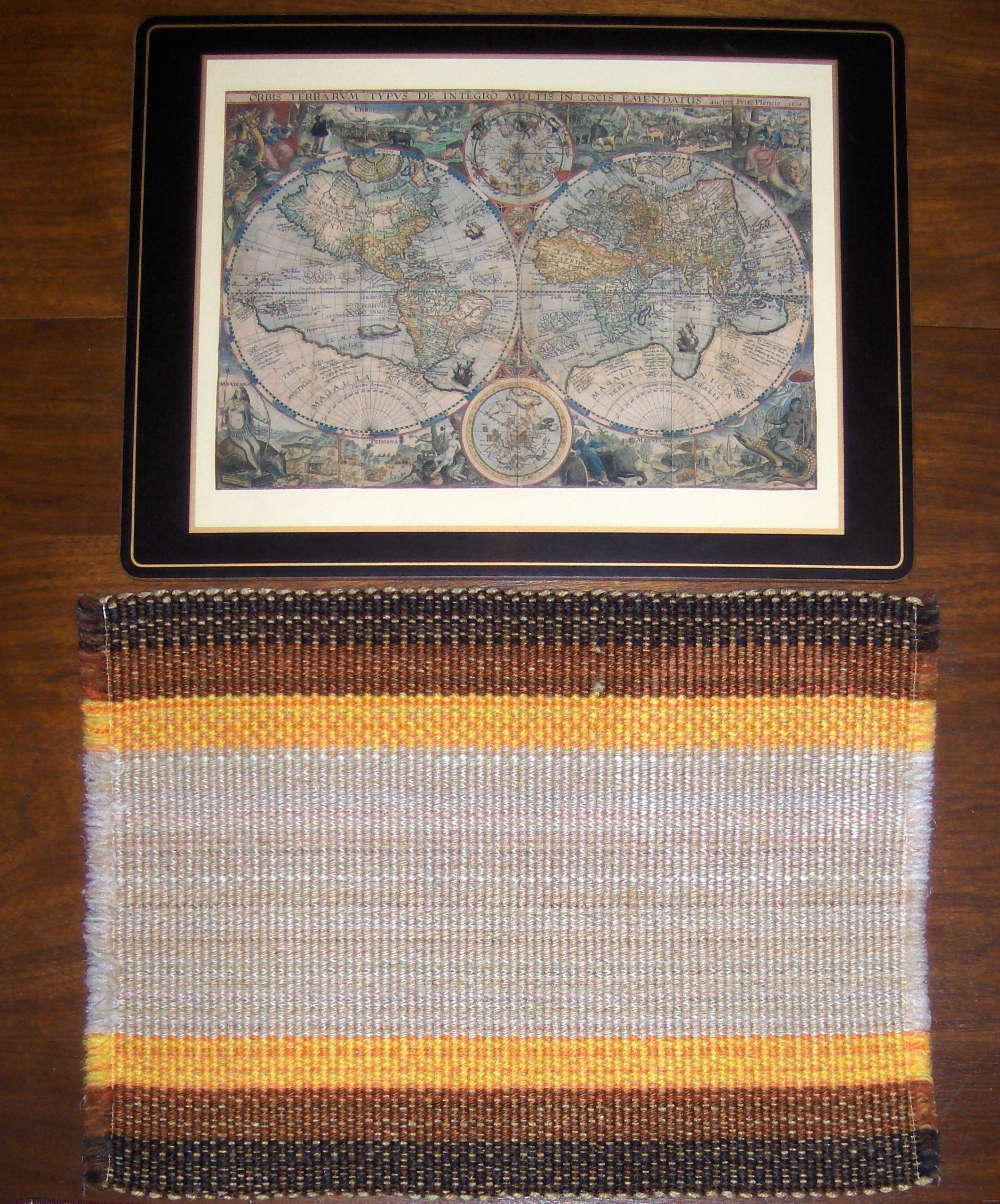
Exempel på bordsunderlägg tillverkade av kork och ull.

Ett bordsunderlägg eller en bordstablett är underlägg som används för att skydda bord från fläckar och repor, och fyller ibland även en dekorativ funktion. Vanligen används ett bordsunderlägg per person och underlägget är tillräckligt stort för att rymma en tallrik och tillhörande bestick samt dryckesglas.